# Harry Carver
Harry Carver   (Waterbury, 4 de desembre de 1890 - Ann Arbor, 30 de gener de 1977) va ser un matemàtic i estadístic estatunidenc.

## Vida i Obra
Carver va estudiar matemàtiques a la universitat de Michigan on es va graduar el 1915, seguint els cursos de probabilitat i estadística del professor James Waterman Glover. A continuació va treballar com actuari a diferents companyies d'assegurança. El 1916, Glover el va cridar per donar uns cursos d'estadística matemàtica a la universitat de Michigan, en la qual va fer la resta de la seva carrera acadèmica fins que es va jubilar el 1961. En jubilar-se, va utilitzar els seus coneixements estadístics per determinar quina població dels Estats Units tenia el millor clima, que va resultar ser Santa Bàrbara (Califòrnia) on va fixar la seva residència. El 1976, en fallar la seva salut, va retornar a Ann Arbor per estar més a prop de les seves filles, però va morir poc després.
Tot i que les seves publicacions en estadística son poques, Carver va ser el principal motor de l'estadística matemàtica a la universitat de Michigan, atraient un bon nombre de joves estudiants i convertint-la en un dels principals centres d'estudi de l'estadística matemàtica. A més, el 1930 va ser el fundador i principal editor de la revista Annals of Mathematical Statistics, de la qual va sufragar les despeses en forces ocasions.
El 1935, juntament amb Henry Rietz, va fundar el Institute of Mathematical Statistics.
Carver, va tenir sempre una gran afició per l'atletisme i pels vehicles. Durant la Segona Guerra Mundial es va allistar a la força aèria i es va dedicar a fer recerca en sistemes de navegació aèria, motiu pel qual va rebre una condecoració per serveis distingits.